# Instytut Farmaceutyczny
Instytut Farmaceutyczny w Warszawie (IF) – państwowa jednostka badawczo-rozwojowa podlegająca Ministerstwu Gospodarki. Zakres działalności Instytutu Farmaceutycznego obejmuje prace badawczo-wdrożeniowe w dziedzinie nauk farmaceutycznych oraz produkcję leków gotowych i wybranych substancji aktywnych w skali od dziesiątek gramów do setek kilogramów.

## Historia
Instytut Farmaceutyczny powstał w 1952 w wyniku podziału Głównego Instytutu Chemii Przemysłowej i utworzenia jednostek badawczych dla poszczególnych branż. W 1972 minister przemysłu chemicznego zadecydował o połączeniu IF z Instytutem Antybiotyków – powstał wówczas Instytut Przemysłu Farmaceutycznego. W 1981 z Instytutu Przemysłu Farmaceutycznego wydzielono dawny Instytut Antybiotyków. 

## Zakres działalności
Do zakresu działania Instytutu należy:
1. prowadzenie badań naukowych i prac rozwojowych dotyczących:
  - poszukiwania nowych oryginalnych substancji o spodziewanym działaniu leczniczym oraz rodzajów form farmaceutycznych;
  - syntezy związków organicznych o spodziewanym działaniu leczniczym;
  - technologii wytwarzania substancji i form farmaceutycznych, zarówno leków oryginalnych, jak i odtwórczych;
  - metod farmakologicznych i toksykologicznych;
  - metod analitycznych i opracowania związanych z nimi norm;
2. przystosowanie wyników prowadzonych badań naukowych i prac rozwojowych do zastosowania w praktyce, w szczególności poprzez:
  - prowadzenie prac projektowych i inżynierskich w celu opracowania nowych technologii;
  - prowadzenie prac powiększania skali, walidacji i optymalizacji nowych technologii;
3. upowszechnianie wyników prowadzonych badań naukowych i prac rozwojowych, w szczególności poprzez: 
  - informację naukowo-techniczną, w tym działalność biblioteczną w przedmiocie działania Instytutu;
  - prowadzenie działalności normalizacyjnej i patentowej;
  - prowadzenie działalności wydawniczej;
  - organizowanie i uczestnictwo w seminariach i konferencjach naukowych.